# Kosów Lacki (gromada)
Kosów Lacki – dawna gromada, czyli najmniejsza jednostka podziału terytorialnego Polskiej Rzeczypospolitej Ludowej w latach 1954–1972.
Gromady, z gromadzkimi radami narodowymi (GRN) jako organami władzy najniższego stopnia na wsi, funkcjonowały od reformy reorganizującej administrację wiejską przeprowadzonej jesienią 1954 do momentu ich zniesienia z dniem 1 stycznia 1973, tym samym wypierając organizację gminną w latach 1954–1972.
Gromadę Kosów Lacki z siedzibą GRN w Kosowie Lackim (wówczas wsi) utworzono – jako jedną z 8759 gromad na terenie Polski – w powiecie sokołowskim w woj. warszawskim, na mocy uchwały nr VI/10/21/54 WRN w Warszawie z dnia 5 października 1954. W skład jednostki weszły obszary dotychczasowych gromad Henrysin, Kosów Lacki, Kosów Ruski, Kosów-Hulidów i Kosów Osada ze zniesionej gminy Kosów oraz obszar dotychczasowej gromady Trzciniec Mały ze zniesionej gminy Chruszczewka w tymże powiecie. Dla gromady ustalono 22 członków gromadzkiej rady narodowej.
31 grudnia 1959 do gromady Kosów Lacki przyłączono przyłączono obszary zniesionych gromad Nowawieś (Kosowska), Tosie i Telaki (bez wsi Buczyn Dworski, Buczyn Nowy i Buczyn Szlachecki), a także wieś Zaleś ze znoszonej gromady Ratyniec Stary w tymże powiecie.
31 grudnia 1961 z gromady Kosów Lacki wyłączono wieś Bojary, włączając ją do gromady Dzierzby Włościańskie w tymże powiecie.
Gromada przetrwała do końca 1972 roku, czyli do kolejnej reformy gminnej. 1 stycznia 1973 w powiecie sokołowskim reaktywowano gminę Kosów Lacki (do 1954 jako gmina Kosów).